# 國籍
國籍（英語：nationality）是指一個人屬於一個國家國民的法律資格，也是國家實行外交保護的依據。各國將國籍作為立法的重要內容，是從十八世紀末，十九世紀初開始。《世界人權宣言》第十五條規定：「人人有權享有國籍。任何人的國籍不得任意剝奪，亦不得否認其改變國籍的權利。」

## 取得國籍

### 根據出生取得國籍
大多數人都是通過這種方式取得國籍，根據出生取得國籍分為依血統和依出生地，世界上大多數國家采用血統主義和出生地主義相結合的原則。
- 依血統：不論出生在何地，只要其父母一方為本國人，則子女就獲得父母一方或兩方的國籍，這種原則稱為：血統主義（ 拉丁語：jus sanguinis，血液衍生的权利），又稱為屬人主義。
- 依出生地：無論父母是哪國人，只要出生在該國的領土內，即自動獲得該國國籍，這種原則稱為：出生地主義（拉丁語：jus soli，土地衍生的权利），又稱為屬地主義。

### 通過加入取得國籍
根據出生取得國籍，並非是按照個人意願的一種方式，而通過加入取得國籍的方式，則是根據個人意願或某種事實，並具備相關條件，才可取得它國國籍。
- 婚姻：一國男子和另外一國女子結婚，例如：女子願意申請，則獲得男子所屬國的國籍，如女子所屬國的法律規定，不允許雙重國籍，則女子必須放棄本國國籍才可申請男子所屬國的國籍，反之亦然。
- 收養：一國國民收養無國籍或另一國的兒童，被收養者的國籍會發生改變，或者繼續保持收養者的原國籍。
- 自願申請：又稱歸化，是指一國國民自願申請另一國國籍。在入籍條件方面，許多國家都有一定的限制。

## 喪失國籍
國籍的喪失分為自願和非自願。

### 自願退出國籍
自願退出國籍是指退出本國國籍或成為無國籍人。
原因
- 選擇他國國籍：因為某些國家不承認雙重國籍，要求申請他國國籍者，必須放棄原本國籍。
- 婚姻：若一國法律規定，本國人與外國人結婚，即喪失本國國籍；另一國法律規定，不因同本國人結婚，而取得本國國籍。

### 強制退出國籍
強制退出國籍，就是在非自願的狀況下喪失國籍。
原因
- 剝奪：因為政治原因或其它原因，而被剝奪國籍。
- 戰爭：某國政權的滅亡後，又沒有新的政權取代，這段期间無政府狀態會造成無國籍。

## 多重國籍
多重國籍，是指擁有一個以上國籍的狀態。不同國家對多重國籍的承認是不同的，有國家不承認多重國籍（如中华人民共和国），也有國家有限制的承認多重國籍。

## 無國籍
無國籍（Statelessness），是指法律上沒有任何國家的國籍，也被稱為國籍的消極衝突。而無國籍人是指不被任何一個國家的法律認為是其國民從而沒有任何國籍，或者說其人處於不屬於任何國家的狀態。無國籍人在國際上不享受任何國家的外交保護。
原因
- 剝奪：如果原國籍被剝奪，且無法申請加入其他國家的國籍，就會成為無國籍人。
- 出生：無國籍人在部分採用血統主義國家所生的子女，也視作無國籍人。
- 棄嬰：在採用血統主義國家且無法確定父母的嬰兒若無人收養，可能會被視作無國籍。

現為避免新的無國籍人出現，各國制訂了《減少無國籍狀態公約》，現在部分採用血統主義的國家允許出生時父母是無國籍人或父母國籍不明的情況下取得出生地所在國國籍。

## 自然人以外的国籍

### 船舶的國籍
無論內陸國還是沿海國都有權在公海上懸掛表明船籍的旗幟，船在某個國家的港口，申請登记領取船籍證書，該國家就是這條船的船籍國，船的國籍保護船舶在公海上航行的權利，受船籍國管轄和保護。聯合國《海洋法公約》規定：國家和船舶必須有真正的聯繫，由於巴拿馬對船舶國籍的審批並不十分嚴格，使得很多外國人或外國公司懸掛巴拿馬的“方便旗”，這樣的船隻又稱為「權宜船」。

### 航空器的國籍
《國際民用航空公約》規定：航空器具有其登记的国家的国籍。一般在飞机的明显位置喷涂表明飞机所属國籍標誌，國際電訊聯盟分配給各國的國籍標誌代號如：美国的代号为N，英国的为G，法国的为F，日本的为JA，而中國大陸和台灣為B。